# Neoclosterus curvipes
Neoclosterus curvipes är en skalbaggsart som beskrevs av Heller 1899. Neoclosterus curvipes ingår i släktet Neoclosterus och familjen långhorningar.
Artens utbredningsområde är:
- Gabon.
- Ghana.
- Sierra Leone.
- Togo.

Inga underarter finns listade i Catalogue of Life.